# Stora Danmark

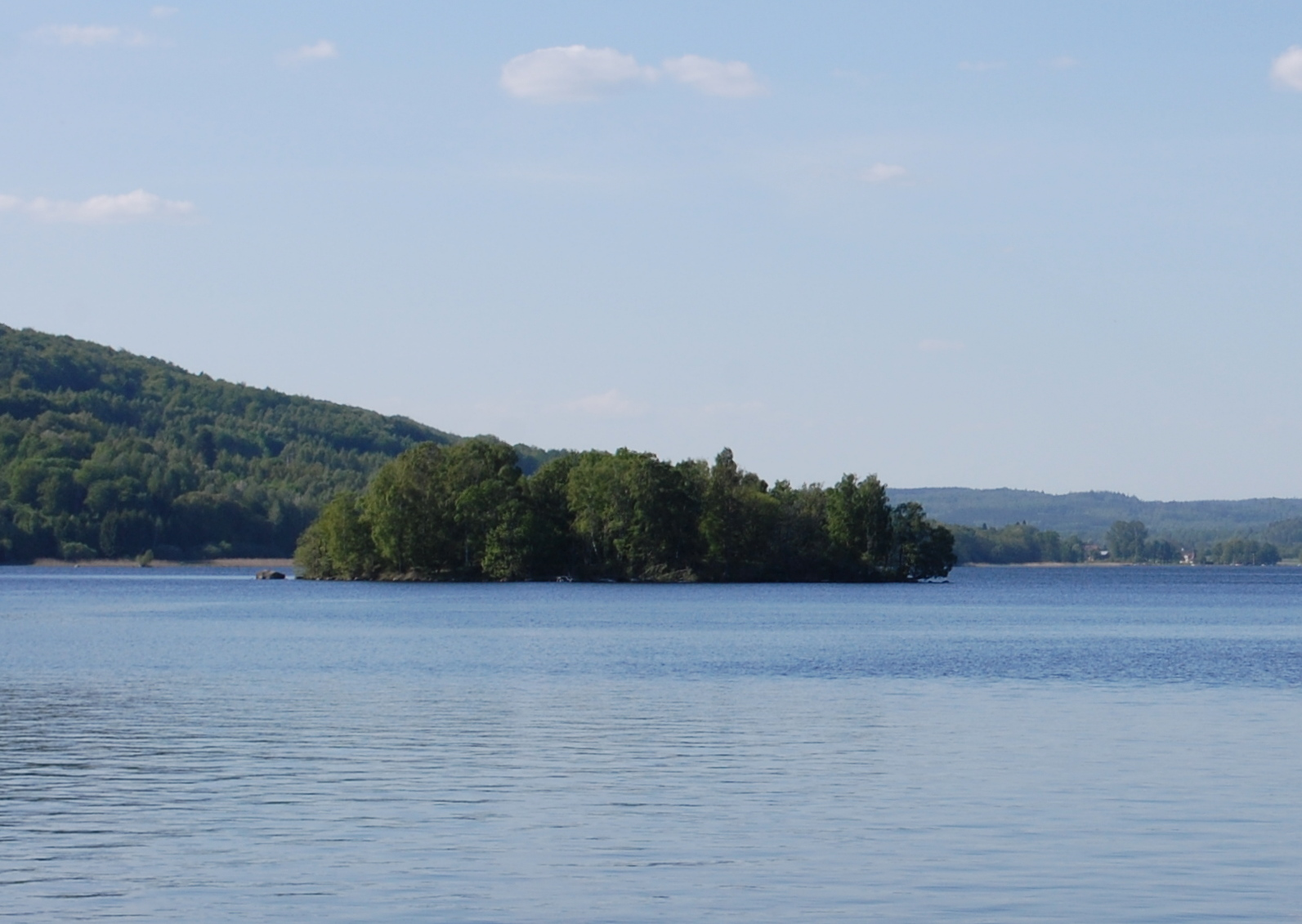
Stora Danmark

Stora Danmark ist eine Insel im schwedischen See Ivösjön in der Provinz Skåne län.
Die kleine Insel liegt westlich der Nordspitze der größten Insel des Sees, Ivö. Etwas weiter nördlich liegt die Insel Mågeskäret. Die Insel hat einen Durchmesser von etwa 60 Metern und ist bewaldet.
Koordinaten: 56° 9′ N, 14° 24′ O